# C2C (groupe)
Pour les articles homonymes, voir C2C.
C2C (anciennement Coups 2 Cross), fondé en 1998, est un groupe français de quatre DJs originaires de Nantes composé de 20Syl (Sylvain Richard) et Greem (Guillaume Jaulin) d'Hocus Pocus, puis d'Atom (Thomas Le Vexier) et Pfel (Pierre Forestier) de Beat Torrent.

## Biographie
Le groupe s'est rencontré au lycée Saint-Stanislas à Nantes. « C2C » — sous sa forme complète « Coup2Cross » — fait référence au crossfader, élément central de la double platine typique de DJ.
Fans des Beastie Boys et adeptes de skateboard, les C2C sont quatre fois consécutivement champions du monde par équipe du DMC, record du championnat jusqu'en 2011, après la cinquième victoire du duo japonais Kireek. Le groupe a aussi remporté le championnat par équipes ITF en 2006. Pfel complète ces récompenses par des trophées remportés en compétition individuelle (vice-champion du monde DMC en 2005).
20Syl et Greem sont également les membres créateurs du groupe de jazz rap Hocus Pocus, et en sont respectivement MC et compositeur, et Atom et Pfel forment quant à eux le duo Beat Torrent. 
En septembre 2010, les membres se réunissent pour réaliser leur premier EP, intitulé Down The Road, qui sort le 23 janvier 2012. Ils enchaînent sur une tournée, marquée par le passage dans plusieurs festivals en France, notamment à l'édition des Vieilles Charrues de 2012, lors de laquelle le groupe a défendu cet EP, les quatre DJ nantais sortent leur premier album le 3 septembre 2012, intitulé Tetr4. La session studio est considérable : en un mois, 100 maquettes ont été produites avec 25 morceaux retenus dont 14 finalement présents sur l'album.
Lors des Victoires de la musique du 8 février 2013, le groupe des C2C remporte quatre trophées.
Le groupe réalise une tournée des Zénith de France, du 20 février au 8 mars 2013. Il s'ensuit une tournée en Allemagne avec cinq dates, puis une tournée américaine du 4 au 19 avril 2013 avec deux dates au festival Coachella. Enfin, l'été 2013 est marqué par leur présence dans de nombreux festivals français et dans d'autres pays. 
En 2015, après trois années de studio et de concerts, les membres du groupe ressentent le besoin de marquer une pause et de revenir à leurs projets individuels. Dans une interview de 2022, le collectif dit ne pas être fermé à un deuxième projet mais « si on décidait à faire quelque chose, on mettrait la barre haut ».

## Compétition
Voici les différents titres remportés successivement lors de compétitions.
| Année | Prix                                        | Compétition                                |
| ----- | ------------------------------------------- | ------------------------------------------ |
| 2003  | Champion du Monde par équipe                | Disco Mix Club (DMC)                       |
| 2004  | Champion du Monde par équipe                | Disco Mix Club (DMC)                       |
| 2005  | Vice-Champion du Monde en individuel (Pfel) | Disco Mix Club (DMC)                       |
| 2005  | Champion du Monde par équipe                | Disco Mix Club (DMC)                       |
| 2006  | Champion du Monde par équipe                | Disco Mix Club (DMC)                       |
| 2006  | Champion du Monde par équipe                | International Turntablist Federation (ITF) |

À noter que le groupe a participé aux DMC de France en 2001 et qu'en 2002, ils perdent une seconde fois aux DMC de France à cause d'un show jugé trop "expérimental".

## Discographie

### Collaborations avec Hocus Pocus
- 1998 : Coups de Cross sur l'album Seconde Formule
- 2002 : Keep it movin' feat. Lawan sur le maxi Acoustic HipHop Quintet
- 2005 : Feel Good sur l'album 73 Touches
- 2007 : Move On feat. Dajla sur l'album Place 54

### Autres collaborations ou Remix
- 2004 : Psychéremix/Coup2Cross sur l'album XY du groupe metal nantais Clone inc.
- 2009 : Live & Uncut sur l'album Live & Uncut du groupe Soul Square (Pfel et Atom uniquement).
- 2012 : Shout (C2C Remix) sur le single Shout du chanteur norvégien Bernhoft
- 2012 : Next Page (feat C2C) sur l'album Contrast de DJ Kentaro
- 2013 : MOJO (C2C Remix) sur le single MOJO de -M-
- 2013 : Jericho (C2C Remix) de la chanteuse Sister Rosetta Tharpe sur l'album ' Verve Remixed : The First Ladies
- 2013 : Fade Away (C2C Remix) sur l'album Rave Age de Vitalic
- 2013 : Don't Get Là (Remix de 20syl) de Valaire
- 2014 : When a Fire Starts to Burn (C2C Remix) de Disclosure
- 2014 : Superstition (C2C Remix) de Stevie Wonder

## Discographie dans les hit-parades

### Albums / EPs
| Titre            | Détails de l'album                                                                                    | Meilleure position | Meilleure position                    |               |
| Titre            | Détails de l'album                                                                                    | FRA                | Certification                         | Certification |
| ---------------- | --- | ------------------ | ------------------------------------- | ------------- |
| Down the Road EP | - Sortie : 23 janvier 2012 - Label : On And On - Formats : téléchargement digital, vinyle             | 18                 |                                       |               |
| Tetr4            | - Sortie : 3 septembre 2012 - Label : On And On - Formats : CD, double vinyle, téléchargement digital | 1                  | FRA: 2 × Platine(+ de 200 000 ventes) |               |

### Singles
| Année | Single                     | Classement | Classement    | Classement | Classement | Certification | Album              |
| Année | Single                     | France     | Belgique (Wa) | Pays-Bas   | Suisse     | Certification | Album              |
| ----- | -------------------------- | ---------- | ------------- | ---------- | ---------- | ------------- | ------------------ |
| 2012  | Down the Road              | 1          | 9             | 97         | 60         |               | Down the Road (EP) |
| 2012  | Happy (feat. Derek Martin) | 13         | 10            | 76         | 36         |               | Tetra              |

Autres singles
- 2012 : Delta (FR #120)
- 2012 : The Cell (FR #128)
- 2012 : Who Are You (feat. Olivier Daysoul) (FR #167)
- 2012 : Because of You (feat. Pigeon John) (FR #182)
- 2012 : Genius (feat. Gush) (FR 193)
- 2012 : Arcades (FR #199)
- 2013 : F.U.Y.A. (FR #106)

## Performance live
La performance live du groupe est très originale et recherchée, aussi bien sur l'aspect sonore que visuel.
En effet, à la demande du collectif, le graphiste Rémi Paoli (désigné par 20Syl comme étant le 5e membre du groupe) a conçu des boucles d'animations. Grâce au logiciel Serato et à 4 écrans à LED situés sous les platines de chacun d'entre eux, les membres peuvent contrôler la vidéo en même temps que le son.
Cela permettant aux spectateurs de suivre chacune de leurs actions (scratch, boucles, etc.).
La première utilisation de ce système eut lieu à la Gaîté-Lyrique, le 24 janvier 2012.
Durant leurs concerts, les 4 DJs sont côte à côte avec de gauche à droite : DJ Atom, DJ Pfel, 20Syl, et DJ Greem. En général au cours d'un morceau, chacun contrôle un ou plusieurs instruments, qu'ils peuvent ensuite s'échanger dans certains passages.
On assiste alors à une véritable histoire sonore et visuelle avec l'évolution de 4 formes géométriques différentes (un rectangle pour Atom, un triangle pour Pfel, un carré pour 20Syl, un rond pour Greem).
Lors de la tournée des Zénith, du 20 février au 8 mars 2013, la scène est complètement réaménagée. Pas moins de 44 personnes (techniciens et musiciens) travaillent sur cette nouvelle tournée ; sur celle de 2012 ils n'étaient que 8 personnes.

## Vidéographie
- 3 Times in a Row!!!, DVD Promotionnel.

## Récompenses et nominations
4 récompenses aux Victoires de la musique 2013.
- groupe ou artiste révélation du public de l'année
- groupe ou artiste révélation scène de l'année
- album de musiques électroniques de l'année pour Tetr4
- vidéo-clip de l'année pour F.U.Y.A.

2 récompenses aux European Border Breakers Award 2013
- Prix European Border Breakers Award
- Prix du Public

Best Live 2013 
- Prix du Meilleur Concert par Infoconcert

2 nominations aux NRJ Music Awards 2013
- Révélation francophone de l'année
- Clip de l'année (Down the Road)